# Presidentvalet i Ghana 2000
Presidentvalet år 2000 i Ghana hölls den 7 december samt, i en andra röstomgång, den 28 december 2000. Sju kandidater ställde upp i den första rundan den 7 december. Eftersom ingen kandidat då fick över 50 procent krävdes en andra omgång som stod mellan de två kandidater som fick flest röster i första omgången. Vinnare i den andra omgången blev John Kufuor från New Patriotic Party, med 56,9 procent av rösterna. Detta var det första val i Ghana som ledde till ett byte av regering på grund av folkets röster. 